# Generalporočnik (Bundeswehr)
Generalporočnik (izvirno nemško Generalleutnant; okrajšava: GenLt; kratica: GL) je generalski čin v Bundeswehru (v Deutsches Heeru in Bundesluftwaffe). v Bundesmarine mu ustreza čin viceadmirala, medtem ko mu v specialističnih činih enaki:  (Bundeswehr) oz.  (Bundeswehr).
Nadrejen je činu generalmajorja in podrejen činu generala. V sklopu Natovega STANAG 2116 spada v razred OF-8, medtem ko v zveznem plačilnem sistemu sodi v razred B9.
V skladu z zakonodajo je častnik povišan v čin generalporočnika po najmanj enoletnem opravljanju dolžnosti v činu generalmajorja.
Generalporočnik poveljuje korpusu oz. je inšpektor organizacijskih delov Bundeswehra (Heer, Luftwaffe, Marine, Centralna sanitetna služba in Baze oboroženih sil). Prav tako lahko zaseda položaje na obrambnem ministrstvu oz. v vojaških poveljstvih (v Nemčiji oz. mednarodnih vojaških organizacijah).

## Oznaka čina
Oznaka čina je lahko:
- naramenska (epoletna) oznaka (za službeno uniformo): zlati hrastov venec in tri zlate zvezde z zlato in barvno obrobo glede na rod oz. službo[6]
- naramenska (epoletna) oznaka (za bojno uniformo): zlati hrastov venec in tri zvezde (barvna obroba je samo na spodnjem delu oznake).[7]

Oznaka čina generalporočnika Luftwaffe ima na dnu oznake še stiliziran par kril.
Galerija
- Naramenska epoletna oznaka (za službeno uniformo)
- Naramenska epoletna oznaka (za bojno uniformo)
- Osnovna oznaka čina Luftwaffe